# Hypagyrtis piniata
Hypagyrtis piniata är en fjärilsart som beskrevs av Alpheus Spring Packard 1870. Hypagyrtis piniata ingår i släktet Hypagyrtis och familjen mätare. Inga underarter finns listade i Catalogue of Life.